# Lauren Singer
Lauren Singer é uma ativista ambiental, empreendedora, investidora e blogueira estadunidense, notória por sua atuação no movimento lixo zero. Ela é mais conhecida por acumular todo o lixo que gerou desde 2012 em um jarro de vidro de menos de meio litro. Seu blog, Thrash Is for Tossers, documenta seu estilo de vida. Ela é a fundadora da Package Free e da The Simply Co.

## Início da vida e educação
Lauren nasceu na cidade de Nova Iorque e foi criada no Condado de Westchester, Nova Iorque. Ela é judia. Formou-se na Universidade de Nova Iorque em estudos ambientais e política em 2013. Ela é sócia-gerente da Overview Capital, um fundo de risco que investe em empresas que trabalham com a mitigação de metano e outros poluentes climáticos de curta duração em seus estágios iniciais. Lauren trabalhou anteriormente como gerente de sustentabilidade para o Departamento de Proteção Ambiental da cidade de Nova Iorque.

## Carreira e ativismo
Em 2012, Singer começou a coletar os resíduos que produzia em um jarro de vidro de menos de meio litro, detalhando sua vida de lixo zero em seu blog Trash Is for Tossers. Ao mesmo tempo, ela passou a fabricar seus próprios cosméticos.
Lauren deixou seu trabalho de tempo integral em 2014 e fundou a The Simply Co., uma fabricante de produtos de limpeza sustentáveis. Os itens eram vendidos por meio do Kickstarter e em pontos de vendas a granel pelos Estados Unidos.
Em 2017, Lauren abriu a Package Free como uma loja pop-up (ou seja, loja de curta duração) de três meses em Williamsburg. Em 2023, ela co-fundou a Overview Capital.
Lauren citou Rachel Carson e Bea Johnson como as autoras e ativistas que inspiraram seu interesse pela sustentabilidade.
Ela foi indicada pela Business Insider como uma "mulher para ficar de olho", uma das "50 mulheres duronas que estão mudando o mundo" da InStyle, e uma "agente de mudança de 2020" da Well+Good.